# Leptocera nigra
Leptocera nigra är en tvåvingeart som beskrevs av Olivier 1813. Leptocera nigra ingår i släktet Leptocera och familjen hoppflugor. Arten är reproducerande i Sverige. Inga underarter finns listade i Catalogue of Life.